# Capronia villosa
Capronia villosa är en lavart som beskrevs av Samuels 1987. Capronia villosa ingår i släktet Capronia och familjen Herpotrichiellaceae.   Inga underarter finns listade i Catalogue of Life.